# دائرة تماسين
دائرة تماسين هي إحدى دوائر ولاية تقرت الجزائرية ، و تقع جنوب دائرة تقرت ، و عاصمة دائرة تماسين هي تماسين و هذه الأخيرة تبعد عن مقر الولاية و عاصمتها تقرت ب 13 كم و تقع جغرافيا في أقصى جنوب منطقة وادي ريغ .